# Canon de 8 livres
Le canon de 8 livres est une pièce d'artillerie tirant des boulets de 8 livres, utilisée au XVIIIe  et au  XIXe siècle.

## Caractéristiques
Le canon de 8 livres français a une portée de but en blanc d'environ 500 m.